# نيل كون
نيل كون (بالإنجليزية: Neil Conn)‏ هو اقتصادي أسترالي، ولد في 17 أغسطس 1936 في سيدني في أستراليا.